# Hilla
Hilla, Hillah, Al-Hillah, Al Ḩillah o al-Hilla (àrab: الحلة, al-Ḥilla) és una ciutat de l'Iraq, a la riba del Nahr Sura, afluent de l'Eufrates, a poca distància de l'antiga Babilònia, al mig d'una regió agrícola ben irrigada. Fou coneguda també com a Híl·lat Bani Màzyad o com a al-Hil·la al-Mazyadiyya. És capital de la província de Babil. La seva població estimada el 1998 era de 364.700 habitants. A la vora de la ciutat, se suposa que hi ha la tomba del profeta Ezequiel.
Fou fundada per Sàdaqa ibn Mansur (1086-1108), emir de la dinastia dels mazyàdides o Banu Mazyad, el 1102, sobre el lloc d'una vila anterior, de nom al-Djamian. El seu fill Dubays II s'hi va instal·lar i hi va construir diverses residències. La ciutat va esdevenir un mercat notable. Amb la decadència de Kasr Ibn Hubayra, al-Hilla va esdevenir la principal estació de caravanes entre Kufa i Bagdad. Es va construir un pont de vaixells per passar el riu, que va substituir l'antic pont del Sura. Sota els otomans fou un centre administratiu. El 1920, els britànics van patir una derrota a la ciutat contra els rebels nacionalistes, i 300 soldats del regiment de Manchester van resultar-hi morts. Fou ocupada pels Estats Units l'abril del 2003.